# Элизабет (город, Миннесота)
Элизабет (англ. Elizabeth) — город в округе Оттер-Тейл, штат Миннесота, США. На площади 0,9 км² (0,9 км² — суша, водоёмов нет), согласно переписи 2002 года, проживают 172 человека. Плотность населения составляет 182,8 чел./км².
- Телефонный код города — 218
- Почтовый индекс — 56533
- FIPS-код города — 27-18566[1]
- GNIS-идентификатор — 0643253[2]